# Città violenta
Città violenta è un film del 1970 diretto da Sergio Sollima.

## Trama
In una località esotica delle Isole Vergini un killer, di nome Jeff Heston, assieme a una ex-prostituta, Vanessa Shelton, di cui si è innamorato, viene pedinato da alcuni sicari di un certo Al Weber, un boss della mafia che lo vuole eliminare. Heston riesce a mettere in salvo la sua fidanzata e ad assalire gli inseguitori, ma nella sparatoria viene ferito. Heston, rimessosi in forze, viene trasferito in carcere. Durante la sua carcerazione Jeff riceve la visita del suo avvocato Steve, il quale lo avverte che la sua ragazza è misteriosamente scomparsa. Heston nega di conoscerla.
Dopo essere uscito di prigione, a New Orleans, Heston si imbatte dapprima in tre uomini di Weber, poi nel suo vecchio amico Killain. Heston gli chiede di rintracciare Coogan, uno dei sicari di Weber che lo aveva assalito precedentemente alle Isole Vergini, e poi la sua ragazza Vanessa. Heston raggiunge il circuito automobilistico dove Coogan partecipava a una corsa del campionato Can-Am e lo uccide con determinazione. Dopo avere ritrovato Vanessa, oramai sposata segretamente con il boss Weber, Jeff se ne innamora follemente di nuovo e, assieme a lei, decide di andarsene via dagli Stati Uniti d'America.
All'aeroporto un'impiegata gli porge una busta con all'interno una foto ricattatoria raffigurante lui. Heston allora trova l'uomo che lo ha tradito: Shiky, un meccanico che gli aveva fornito l'automobile con la quale si era diretto al circuito dove gareggiava Coogan. Giunto alla sua officina Heston minaccia di ucciderlo, ma i tre sicari di Weber raggiungono l'officina, si dichiarano essere i mandanti e ordinano a Heston di seguirli perché il capo vuole vederlo.
Giunto nel cottage Heston viene invitato da Weber a entrare nella famiglia. Jeff comunica a Weber che gli darà una risposta in giornata. Tra una chiacchiera e un'altra gli annuncia che si è sposato da un po', mostrandogli da lontano sua moglie. La donna in questione è Vanessa, la ex-fiamma di Heston. Egli rifiuta di entrare nella famiglia di Weber e va da Steve, nel suo ufficio, e ascolta anche la proposta di quest'ultimo. Heston, dopo la conversazione con l'avvocato, va a trovare segretamente Vanessa nella sua villa. Heston ascolta per un po' la ragazza e la conduce nell'interno della selva cominciando a caricare il suo fucile. Heston abbassa il fucile.
La sera stessa, alla villa di Vanessa, Heston nota la presenza fuori di un estraneo e lo fulmina con un colpo di pistola. Il giorno dopo Heston e Vanessa raggiungono il grattacielo di Weber. Jeff lo tiene sotto tiro con il suo revolver, minacciandolo di ucciderlo. Jeff lo fredda con un colpo alla testa. Nel frattempo Vanessa è fuggita e si è recata nell'ufficio di Steve, con il quale aveva un'ulteriore relazione. Gli riferisce l'accaduto e il giovane le comunica che l'unica cosa rimasta da fare è quella di eliminare Jeff. Per farlo Steve contatta la polizia, ma Jeff uccide sia Steve che Vanessa per poi essere ucciso da un poliziotto.

## Produzione
Il film è frutto di una co-produzione italo-francese; venne girato per gli interni negli stabilimenti romani di Cinecittà e per gli esterni negli Stati Uniti, tra San Francisco e New Orleans.
Si avvalse anche della collaborazione di Ennio Morricone, autore della colonna sonora.
Le azioni da stuntman e acrobatiche tra veicoli sono del francese Rémy Julienne e la sua troupe.

## Distribuzione
Il film è stato distribuito nel circuito cinematografico italiano il 17 settembre 1970.
In Francia, paese co-produttore, arrivò nelle sale il 16 ottobre 1970 con il titolo La Cité de la violence.
Fu poi distribuita in Austria (ottobre 1970), Germania Ovest (26 novembre 1970), Hong Kong (17 dicembre 1970), Giappone (19 dicembre 1970), Argentina (12 gennaio 1971), Uruguay (28 gennaio 1971), Svezia (2 marzo 1971), Danimarca (10 marzo 1971), Norvegia (10 aprile 1971), Finlandia (14 maggio 1971), Spagna (12 luglio 1971), Irlanda (novembre 1971) e Turchia (20 dicembre 1971).
Il film fu in seguito distribuito anche negli Stati Uniti dalla Universal Pictures con il titolo Violent City il 1º febbraio 1973.

## Accoglienza
Il film ottenne un buon successo di pubblico in Italia: incassò 950.652.000 lire dell'epoca, risultando il 31° miglior incasso della stagione cinematografica 1970-1971.

## Curiosità
- Il regista americano Quentin Tarantino ha usato parti della colonna sonora di Morricone nel suo film Django Unchained, uscito nel 2012.